# Суліново
Суліново (пол. Sulinowo, нім. Sulinowo, 1939-45: Teichhausen) — село в Польщі, у гміні Жнін Жнінського повіту Куявсько-Поморського воєводства.
Населення — 244 особи (2011).
У 1975-1998 роках село належало до Бидгощського воєводства.

## Демографія
Демографічна структура станом на 31 березня 2011 року:
|          | Загалом | Допрацездатний вік | Працездатний вік | Постпрацездатний вік |
| -------- | ------- | ------------------ | ---------------- | -------------------- |
| Чоловіки | 126     | 29                 | 85               | 12                   |
| Жінки    | 118     | 26                 | 70               | 22                   |
| Разом    | 244     | 55                 | 155              | 34                   |